# Satyrus parvavivida
Satyrus parvavivida är en fjärilsart som beskrevs av Ruggero Verity 1953. Satyrus parvavivida ingår i släktet Satyrus och familjen praktfjärilar. Inga underarter finns listade.